# Język damal
Język damal, także: amung, uhunduni – język papuaski używany w indonezyjskiej prowincji Papua, przez przedstawicieli ludu Amung. Według danych z 2000 roku posługuje się nim 14 tys. osób.
Katalog Ethnologue wyróżnia dialekty: damal, amung, amongme, enggipilu („damal” i „amung” funkcjonują również jako nazwy języka).
Jego klasyfikacja pozostaje nierozstrzygnięta. Formy zaimków wskazują na przynależność tego języka do rodziny transnowogwinejskiej, co jednak pozostaje słabo wykazane. Pewne elementy słownictwa łączą go z ekari i moni, lecz mogą to być zapożyczenia. Bywa rozpatrywany jako język izolowany.
Potencjalnie zagrożony wymarciem. Wśród najmłodszego pokolenia zaczyna być preferowany język indonezyjski. Jest zapisywany alfabetem łacińskim.